# Дардан Молићај
Дардан Молићај (алб. Dardan Molliqaj; Белег, 25. фебруар 1985) албански је политичар са Косова и Метохије. Од 2019. обавља функцију председника Социјалдемократске партије Косова. Учествовао је на парламентарним изборима 2017. као члан листе Самоопредељења.
Од 2011. радио је као организациони секретар Самоопредељења, након чега је у јуну 2017. поднео оставку и потом прешао у Социјалдемократску партију Косова. Самопроглашени социјалдемократа левог центра, подржава борбу против економске неједнакости, а такође је предузео конкретне кораке ка континуираној сарадњи између Републике Косово и Албаније.

## Биографија
Рођен је у албанској породици 25. фебруара 1985. године у Белегу код Дечана, у тадашњој Социјалистичкој Републици Србији. Студирао је на Универзитету у Приштини. Има супругу и ћерку.

## Политичка каријера
Учествовао је на парламентарним изборима 2017. као члан Самоопредељења. Убрзо након што је освојио мандат, променио је странку и наставио политичку каријеру у Социјалдемократској партији Косова. Током свог мандата, предложио је две резолуције између Републике Косово и Албаније: једну за укидање услуга роминга и другу за уклањање граничних прелаза. Обе резолуције изгласане су у Скупштини Републике Косово.
Током протеста одржаног 29. јануара 2022. поводом поскупљења струје у Републици Косово, наводно је ошамарио службеника Полиције Косова. Три дана касније, 1. фебруара ухапшен је на путу ка телевизији TV7 где је имао заказано гостовање у емисији поводом поскупљења струје, док је дан раније ухапшен и Адем Менђуани који је такође члан Социјалдемократске партије Косова. Пуштен је из притвора 4. фебруара. Хапшење Молићаја изазвало је критике грађана, док је председник Демократског савеза Косова Љумир Абдиџику изјавио да Влада Републике Косово на челу са Аљбином Куртијем  „користи своју моћ за политичку освету”, јер је Молићај раније био члан Куртијеве странке.
У новембру 2022. изјавио је да Влада Републике Косово „мора да пази да не склизне на фашистичке позиције” када се бави Срба са севера Косова и Метохије. Рекао је да се Влада према Србима односи као према Албанцима током Милошевићевог режима. У јуну 2023. изјавио је да Полиција Косова хапси Србе без разлога или судског налога.
Дана 29. новембра 2023. учествовао је на протестима које је организовала Социјалдемократска партија Косова против доласка председнице Косовских специјализованих већа и Канцеларије специјалног тужилаштва Екатерине Трендафилове у Приштину. Активисти су тврдили да се припадницима „ОВК не може судити”, сматрајући их албанским народним херојима. Протести су организовани испред хотела „Sirius” у ком је Трендафилова одсела, испред ког су партијски активисти бацали димна средства. Истог дана је ухапшен Молићај и још пет активиста странке.